# Al Ahli
För andra betydelser, se Al Ahli (olika betydelser).

Saudi National Bank (SNB), även känd som SNB Al Ahli (arabiska: البنك الأهلي السعودي), tidigare National Commercial Bank (NCB), är en saudiarabisk bank. Den är med 38 929 miljoner dollar i tillgångar Mellanösterns största bank. Banken grundades 1953 av Ibn Saud. Den har 261 lokalkontor. Förutom i Saudiarabien har den även kontor i Beirut, Bahrain, London, Seoul, Tokyo och Singapore.